# میکائیل کویزانس
میکائیل برونو دومینیکه کویزانس (زاده ۱۶ اوت ۱۹۹۹) یک بازیکن فوتبال حرفه ای فرانسوی است که در پست هافبک برای تیم المپیک مارسی بازی می‌کند.

## عملکرد باشگاهی
کویزانس یک بازیکن جوان در استراسبورگ و نانسی است. در تاریخ ۹ مه ۲۰۱۷، کویزانس به تیم بوروسیا مونشن گلادباخ در بوندس لیگا پیوست. او اولین بازی خود را در تاریخ ۱۹ سپتامبر ۲۰۱۷ در برد ۲–۰ خانگی مقابل اشتوتگارت در لیگ انجام داد. او در بین دو نیمه به زمین آمد و جانشین کریستوف کرامر شد.

### بایرن مونیخ
در ۱۷ اوت ۲۰۱۹، کویزانس با مبلغ نزدیک به ۱۰ میلیون یورو تا سال ۲۰۲۴ به بایرن مونیخ پیوست. او اولین بازی خود را در ۳۱ اوت ۲۰۱۹ در پیروزی با نتیجه شش بر یک مقابل ماینتس انجام داد، وقتی در دقیقه ۷۹ به عنوان جایگزین تیاگو به میدان رفت.

## افتخارات

#### فردی
- تیم منتخب مسابقان قهرمانی فوتبال زیر ۱۹ سال اروپا:۲۰۱۸
- بازیکن سال بروسیا مونشن گلادباخ:۱۸–۲۰۱۷